# Temporada da WTA de 2023
A temporada da WTA de 2023 foi o circuito feminino das tenistas profissionais de elite para o ano em questão. A Associação de Tênis Feminino (WTA) organiza a maioria dos eventos – os WTA 1000, os WTA 500, os WTA 250, o de fim de temporada (WTA Finals e WTA Elite Trophy) e a United Cup, enquanto que a Federação Internacional de Tênis (ITF) tem os torneios do Grand Slam, a Copa Billie Jean King e a Copa Hopman.
Em 13 de abril, a Associação anunciou que voltará a organizar torneios na China, apesar do caso Peng Shuai, motivo ao qual levou à suspensão das operações no país asiático, permanecer sem respostas. O hiato ocorre desde 2020 por causa das restrições sanitárias relacionadas à pandemia de COVID-19, mas foi no final da temporada de 2021 que o presidente Steve Simon anunciou a interrupção da parceria por questões políticas e de direitos humanos. Coincidentemente, 2023 é o mesmo ano em que a Associação de Tenistas Profissionais (ATP) retornará com os eventos masculinos no país, embora seu afastamento, por declarações oficiais, tenha se limitado à questão pandêmica.
A Rússia e a Bielurrússia continuam sob sanções das entidades tenísticas por causa da invasão da Ucrânia pela Rússia, com torneios proibidos de acontecer nesses territórios, as seleções nacionais não podendo disputar os eventos por equipes e os jogadores permitidos de competir, mas sob bandeira neutra. Este é o segundo ano em que essas normas são aplicadas.

## Transmissão
Esta é a lista de países e canais designados a transmitir os torneios organizados pela WTA durante a temporada em questão:
Países lusófonos

| País(es) | Canal(is)     |
| -------- | ------------- |
| Brasil   | ESPN Star+    |
| Portugal | Eleven Sports |

Resto do mundo
| País(es)                                                                                        | Canal(is)                         |
| Países avulsos                                                                                  |                                   |
| ----------------------------------------------------------------------------------------------- | --------------------------------- |
| internet (mundialmente)                                                                         | WTA TV                            |
| Américas                                                                                        |                                   |
| Canadá                                                                                          | DAZN TSN TVA Sports [en]          |
| Ásia                                                                                            |                                   |
| Filipinas                                                                                       | TAP DMV [en]                      |
| Hong Kong                                                                                       | Now TV [en]                       |
| Indonésia                                                                                       | Emtek [en]                        |
| Israel                                                                                          | Charlton (Sport 1)                |
| Japão                                                                                           | DAZN                              |
| Singapura                                                                                       | StarHub                           |
| Tailândia                                                                                       | TrueVisions [en]                  |
| Taiwan                                                                                          | Sportcast                         |
| Turquia                                                                                         | beIN Sports                       |
| Europa                                                                                          |                                   |
| Bélgica                                                                                         | Telenet                           |
| Chéquia                                                                                         | O2 [en]                           |
| Dinamarca                                                                                       | TV 2                              |
| Eslováquia                                                                                      | RTVS [en]                         |
| Espanha                                                                                         | DAZN TV3 TVE                      |
| Estónia                                                                                         | Setanta Sports [en] Telia TV [en] |
| Finlândia                                                                                       | C More [en] MTV3                  |
| Hungria                                                                                         | Network4 (Arena4 [hu])            |
| Kosovo                                                                                          | Kujtesa                           |
| Países Baixos                                                                                   | Tennis Channel Ziggo Sport [en]   |
| Polónia                                                                                         | Canal+                            |
| Roménia                                                                                         | Digi Sport Romênia [en]           |
| Suécia                                                                                          | C More [en] TV4                   |
| Suíça                                                                                           | SRG SSR Tennis Channel            |
| Oceania                                                                                         |                                   |
| Austrália                                                                                       | beIN Sports                       |
| Nova Zelândia                                                                                   | Spark TV [en]                     |
| Regiões                                                                                         |                                   |
| África subsaariana                                                                              | SuperSport                        |
| América Central América do Sul                                                                  | ESPN (América Latina)             |
| Caribe                                                                                          | SportsMax [es]                    |
| Agrupamentos                                                                                    |                                   |
| Américas                                                                                        |                                   |
| Estados Unidos · Porto Rico                                                                     | Tennis Channel                    |
| Ásia                                                                                            |                                   |
| Arménia · Azerbaijão · Cazaquistão · Quirguistão · Tajiquistão · Turquemenistão · Uzbequistão   | Setanta Sports [en]               |
| Brunei · Malásia                                                                                | Astro [en]                        |
| Europa                                                                                          |                                   |
| Albânia · Bósnia e Herzegovina · Croácia · Eslovénia · Macedónia do Norte · Montenegro · Sérvia | Sport Klub [en]                   |
| Alemanha · Áustria                                                                              | Tennis Channel                    |
| Bielorrússia · Letónia · Lituânia · Moldávia · Ucrânia                                          | Setanta Sports [en]               |
| Chipre · Grécia                                                                                 | Nova Sports [en]                  |
| França · Mónaco                                                                                 | beIN Sports                       |
| Irlanda · Reino Unido                                                                           | Prime Video                       |
| Itália · San Marino · Vaticano                                                                  | SuperTennis                       |

## Calendário

### Países
| Torneios | País(es)                                                                            | País(es)                                                                                   |
| -------- | ----------------------------------------------------------------------------------- | ------------------------------------------------------------------------------------------ |
| 9        | Estados Unidos                                                                      | Estados Unidos                                                                             |
| 6        | China                                                                               | China                                                                                      |
| 5        | Austrália                                                                           | Austrália                                                                                  |
| 4        | Alemanha · França                                                                   | Grã-Bretanha · México                                                                      |
| 2        | Emirados Árabes Unidos · Espanha                                                    | Itália · Japão                                                                             |
| 1        | Áustria · Canadá · Catar · Chéquia · Colômbia · Coreia do Sul · Hungria · Hong Kong | Marrocos · Nova Zelândia · Países Baixos · Polónia · Roménia · Suíça · Tailândia · Tunísia |

### Mudanças
- Torneio(s):
  - Debutantes: Austin, Liampó, Mérida e United Cup;
  - Extintos ou cancelados: Chenai, Granby, Guadalajara 1, Istambul, Melbourne 1, Melbourne 2, Ostrava, Parma, Portorož, San José, São Petersburgo, Sydney, Talin;
  - Retomados: Abu Dhabi, Auckland, Cantão, Copa Hopman, Hobart, Hong Kong, Hua Hin, Linz, Nanchang, Osaka, Pequim, WTA Elite Trophy e Zhengzhou;
  - Promovidos: Adelaide 2 (WTA 250 para WTA 500) e Washington (WTA 250 para WTA 500);
  - Transferidos: WTA Finals (Fort Worth para Cancún) e Guadalajara 1 para Mérida.

- Datas:
  - Tornou-se torneio de 2 semanas: Roma;
  - 1 semana antes: Doha;
  - 1 semana depois: todos entre as semanas 21 e 28, Cluj-Napoca, Budapeste, Dubai, Hamburgo, Praga e Tóquio;
  - 2 semanas depois: Lausanne e Monastir;
  - Outubro para setembro: Guadalajara (WTA 1000) e San Diego;
  - Setembro para outubro: Seul.

- Movimentações de rotina:
  - Cidade: Toronto para Montreal (troca anual entre ATP e WTA);
  - Categoria: Doha (WTA 1000 para WTA 500) e Dubai (WTA 500 para WTA 1000).

### Mês a mês

#### Legenda
Abaixo estão exemplos, com explicações usando o elemento dica de contexto. Basta passar o cursor sobre cada linha pontilhada para lê-las.
| Semana de                   | Torneio                                                                                        | Campeã(s)(o/ões)            | Vice-campeã(s)(o/ões)     | Resultado            |
| --------------------------- | ---------------------------------------------------------------------------------------------- | --------------------------- | ------------------------- | -------------------- |
| 16 de janeiro 23 de janeiro | Australian Open · Melbourne, Austrália · Grand Slam · A$ 12.176.550 – duro – 128S•96Q•64D•32DM | jogador(a) 1                | jogador(a) 2              | 7–61, 4–6, 7–6(10–6) |
| 16 de janeiro 23 de janeiro | Australian Open · Melbourne, Austrália · Grand Slam · A$ 12.176.550 – duro – 128S•96Q•64D•32DM | jogador(a) 3 · jogador(a) 4 | jogador(a) 5 jogador(a) 6 | 4–6, 6–4, [11–9]     |
| 16 de janeiro 23 de janeiro | Australian Open · Melbourne, Austrália · Grand Slam · A$ 12.176.550 – duro – 128S•96Q•64D•32DM | jogadora 7 jogador 8        | jogadora 9 jogador 10     | 6–2, 4–6, [10–3]     |

| Casos excepcionais | Premiação               | Grand Slam | Grand Slam | Grand Slam |
| Casos excepcionais | Premiação               | Variável   |            |            |
| Casos excepcionais | Número de participantes | QD         | E          |            |
| Casos excepcionais | Ordenação dos torneios  |            |            |            |

| Ícones | Clicável      |                                        |                                           |
| Ícones | Clicável      | edição do torneio                      |                                           |
| Ícones | Não-clicáveis |                                        | primeiro título conquistado na modalidade |
| Ícones | Não-clicáveis | o(a) jogador(a)/país defendeu o título |                                           |

#### Janeiro
| Semana de                   | Torneio | Campeã(s)(o/ões) | Vice-campeã(s)(o/ões) | Resultado        |
| --------------------------- | --- | --- | --- | ---------------- |
| 2 de janeiro                | Adelaide International 1 Adelaide, Austrália WTA 500 US$ 826.837 – duro – 30S•24Q•24D                                                          | Aryna Sabalenka | Linda Nosková | 6–3, 7–64        |
| 2 de janeiro                | Adelaide International 1 Adelaide, Austrália WTA 500 US$ 826.837 – duro – 30S•24Q•24D                                                          | Asia Muhammad Taylor Townsend | Storm Hunter Kateřina Siniaková | 6–2, 7–62        |
| 2 de janeiro                | ASB Classic Auckland, Nova Zelândia WTA 250 US$ 259.303 – duro – 32S•24Q•16D                                                                   | Coco Gauff | Rebeka Masarova | 6–1, 6–1         |
| 2 de janeiro                | ASB Classic Auckland, Nova Zelândia WTA 250 US$ 259.303 – duro – 32S•24Q•16D                                                                   | Miyu Kato Aldila Sutjiadi | Leylah Fernandez Bethanie Mattek-Sands | 1–6, 7–5, [10–4] |
| 2 de janeiro                | United Cup Brisbane, Austrália Perth, Austrália Sydney, Austrália Competição de curta duração entre países – mista US$ 15.000.000 – duro – 18E | Estados Unidos · Taylor Fritz · Madison Keys · Desirae Krawczyk · Denis Kudla · Alycia Parks · Jessica Pegula · Hunter Reese · Frances Tiafoe | Itália · Matteo Berrettini · Marco Bortolotti · Lucia Bronzetti · Lorenzo Musetti · Camilla Rosatello · Martina Trevisan · Andrea Vavassori | 4–0              |
| 9 de janeiro                | Adelaide International 2 Adelaide, Austrália WTA 500 US$ 780.637 – duro – 30S•24Q•16D                                                          | Belinda Bencic | Daria Kasatkina | 6–0, 6–2         |
| 9 de janeiro                | Adelaide International 2 Adelaide, Austrália WTA 500 US$ 780.637 – duro – 30S•24Q•16D                                                          | Luisa Stefani Taylor Townsend | Anastasia Pavlyuchenkova Elena Rybakina | 7–5, 7–63        |
| 9 de janeiro                | Hobart International Hobart, Austrália WTA 250 US$ 259.303 – duro – 32S•24Q•16D                                                                | Lauren Davis | Elisabetta Cocciaretto | 7–60, 6–2        |
| 9 de janeiro                | Hobart International Hobart, Austrália WTA 250 US$ 259.303 – duro – 32S•24Q•16D                                                                | Kirsten Flipkens Laura Siegemund | Viktorija Golubic Panna Udvardy | 6–4, 7–5         |
| 16 de janeiro 23 de janeiro | Australian Open Melbourne, Austrália Grand Slam A$ 30.623.800 – duro – 128S•128Q•64D•32DM                                                      | Aryna Sabalenka | Elena Rybakina | 4–6, 6–3, 6–4    |
| 16 de janeiro 23 de janeiro | Australian Open Melbourne, Austrália Grand Slam A$ 30.623.800 – duro – 128S•128Q•64D•32DM                                                      | Barbora Krejčíková · Kateřina Siniaková | Shuko Aoyama Ena Shibahara | 6–4, 6–3         |
| 16 de janeiro 23 de janeiro | Australian Open Melbourne, Austrália Grand Slam A$ 30.623.800 – duro – 128S•128Q•64D•32DM                                                      | Luisa Stefani · Rafael Matos | Sania Mirza Rohan Bopanna | 7–62, 6–2        |
| 30 de janeiro               | Thailand Open Hua Hin, Tailândia WTA 250 US$ 259.303 – duro – 30S•24Q•16D                                                                      | Zhu Lin | Lesia Tsurenko | 6–4, 6–4         |
| 30 de janeiro               | Thailand Open Hua Hin, Tailândia WTA 250 US$ 259.303 – duro – 30S•24Q•16D                                                                      | Chan Hao-ching · Wu Fang-hsien | Wang Xinyu Zhu Lin | 6–1, 7–66        |
| 30 de janeiro               | Open 6ème Sens Métropole de Lyon Lyon, França WTA 250 € 225.480 – duro (coberto) – 32S•24Q•16D                                                 | Alycia Parks | Caroline Garcia | 7–67, 7–5        |
| 30 de janeiro               | Open 6ème Sens Métropole de Lyon Lyon, França WTA 250 € 225.480 – duro (coberto) – 32S•24Q•16D                                                 | Cristina Bucșa · Bibiane Schoofs | Olga Danilović Alexandra Panova | 7–65, 6–3        |

#### Fevereiro
| Semana de       | Torneio | Campeã(s)                                     | Vice-campeã(s)                            | Resultado         |
| --------------- | --- | --------------------------------------------- | ----------------------------------------- | ----------------- |
| 6 de fevereiro  | Mubadala Abu Dhabi Open Abu Dhabi, Emirados Árabes Unidos WTA 500 US$ 780.637 – duro – 28S•24Q•16D             | Belinda Bencic                                | Liudmila Samsonova                        | 1–6, 7–68, 6–4    |
| 6 de fevereiro  | Mubadala Abu Dhabi Open Abu Dhabi, Emirados Árabes Unidos WTA 500 US$ 780.637 – duro – 28S•24Q•16D             | Luisa Stefani Zhang Shuai                     | Shuko Aoyama Chan Hao-ching               | 3–6, 6–2, [10–8]  |
| 6 de fevereiro  | Upper Austria Ladies Linz Linz, Áustria WTA 250 € 225.480 – duro (coberto) – 32S•24Q•16D                       | Anastasia Potapova                            | Petra Martić                              | 6–3, 6–1          |
| 6 de fevereiro  | Upper Austria Ladies Linz Linz, Áustria WTA 250 € 225.480 – duro (coberto) – 32S•24Q•16D                       | Natela Dzalamidze · Viktória Kužmová          | Anna-Lena Friedsam Nadiia Kichenok        | 4–6, 7–5, [12–10] |
| 13 de fevereiro | Qatar TotalEnergies Open Doha, Catar WTA 500 US$ 780.637 – duro – 28S•32Q•16D                                  | Iga Świątek                                   | Jessica Pegula                            | 6–3, 6–0          |
| 13 de fevereiro | Qatar TotalEnergies Open Doha, Catar WTA 500 US$ 780.637 – duro – 28S•32Q•16D                                  | Coco Gauff · Jessica Pegula                   | Lyudmyla Kichenok Jeļena Ostapenko        | 6–4, 2–6, [10–7]  |
| 20 de fevereiro | Dubai Duty Free Tennis Championships Dubai, Emirados Árabes Unidos WTA 1000 US$ 2.788.468 – duro – 56S•32Q•28D | Barbora Krejčíková                            | Iga Świątek                               | 6–4, 6–2          |
| 20 de fevereiro | Dubai Duty Free Tennis Championships Dubai, Emirados Árabes Unidos WTA 1000 US$ 2.788.468 – duro – 56S•32Q•28D | Veronika Kudermetova · Liudmila Samsonova     | Chan Hao-ching Latisha Chan               | 6–4, 46–7, [10–1] |
| 20 de fevereiro | Mérida Open Akron Mérida, México WTA 250 US$ 259.303 – duro – 32S•24Q•16D                                      | Camila Giorgi                                 | Rebecca Peterson                          | 7–63, 1–6, 6–2    |
| 20 de fevereiro | Mérida Open Akron Mérida, México WTA 250 US$ 259.303 – duro – 32S•24Q•16D                                      | Caty McNally · Diane Parry                    | Wang Xinyu Wu Fang-hsien                  | 6–0, 7–5          |
| 27 de fevereiro | ATX Open Austin, Estados Unidos WTA 250 US$ 259.303 – duro – 32S•24Q•16D                                       | Marta Kostyuk                                 | Varvara Gracheva                          | 6–3, 7–5          |
| 27 de fevereiro | ATX Open Austin, Estados Unidos WTA 250 US$ 259.303 – duro – 32S•24Q•16D                                       | Erin Routliffe Aldila Sutjiadi                | Nicole Melichar-Martinez Ellen Perez      | 6–4, 3–6, [10–8]  |
| 27 de fevereiro | Abierto GNP Seguros Monterrey, México WTA 250 US$ 259.303 – duro – 32S•24Q•16D                                 | Donna Vekić                                   | Caroline Garcia                           | 6–4, 3–6, 7–5     |
| 27 de fevereiro | Abierto GNP Seguros Monterrey, México WTA 250 US$ 259.303 – duro – 32S•24Q•16D                                 | Yuliana Lizarazo · María Paulina Pérez García | Kimberly Birrell Fernanda Contreras Gómez | 6–3, 5–7, [10–5]  |

#### Março
| Semana de               | Torneio                                                                                   | Campeã(s)                             | Vice-campeã(s)                      | Resultado         |
| ----------------------- | ----------------------------------------------------------------------------------------- | ------------------------------------- | ----------------------------------- | ----------------- |
| 6 de março 13 de março  | BNP Paribas Open Indian Wells, Estados Unidos WTA 1000 US$ 8.800.000 – duro – 96S•48Q•32D | Elena Rybakina                        | Aryna Sabalenka                     | 7–611, 6–4        |
| 6 de março 13 de março  | BNP Paribas Open Indian Wells, Estados Unidos WTA 1000 US$ 8.800.000 – duro – 96S•48Q•32D | Barbora Krejčíková Kateřina Siniaková | Beatriz Haddad Maia Laura Siegemund | 6–1, 36–7, [10–7] |
| 20 de março 27 de março | Miami Open Miami, Estados Unidos WTA 1000 US$ 8.880.000 – duro – 96S•48Q•32D              | Petra Kvitová                         | Elena Rybakina                      | 7–614, 6–2        |
| 20 de março 27 de março | Miami Open Miami, Estados Unidos WTA 1000 US$ 8.880.000 – duro – 96S•48Q•32D              | Coco Gauff Jessica Pegula             | Leylah Fernandez Taylor Townsend    | 7–66, 6–2         |

#### Abril
| Semana de              | Torneio | Campeã(s)                                                                                            | Vice-campeã(s)                                                                                  | Resultado                                  |
| ---------------------- | --- | --- | ----------------------------------------------------------------------------------------------- | ------------------------------------------ |
| 3 de abril             | Credit One Charleston Open Charleston, Estados Unidos WTA 500 US$ 780.637 – saibro (verde) – 56S•32Q•16D | Ons Jabeur                                                                                           | Belinda Bencic                                                                                  | 7–66, 6–4                                  |
| 3 de abril             | Credit One Charleston Open Charleston, Estados Unidos WTA 500 US$ 780.637 – saibro (verde) – 56S•32Q•16D | Danielle Collins · Desirae Krawczyk                                                                  | Giuliana Olmos Ena Shibahara                                                                    | 0–6, 6–4, [14–12]                          |
| 3 de abril             | Copa Colsanitas Bogotá, Colômbia WTA 250 US$ 259.303 – saibro – 32S•24Q•16D | Tatjana Maria                                                                                        | Peyton Stearns                                                                                  | 6–3, 2–6, 6–4                              |
| 3 de abril             | Copa Colsanitas Bogotá, Colômbia WTA 250 US$ 259.303 – saibro – 32S•24Q•16D | Irina Khromacheva · Iryna Shymanovich                                                                | Oksana Kalashnikova Katarzyna Piter                                                             | 6–1, 3–6, [10–6]                           |
| 10 de abril            | Copa Billie Jean King: qualificatório Marbella, Espanha – saibro Antália, Turquia – saibro Coventry, Reino Unido – duro (coberto) Vancouver, Canadá – duro (coberto) Delray Beach, Estados Unidos – duro Bratislava, Eslováquia – duro (coberto) Stuttgart, Alemanha – saibro (coberto) Astana, Cazaquistão – saibro (coberto) Koper, Eslovênia – saibro Competição de longa duração entre países | · Espanha · Chéquia · França · Canadá · Estados Unidos · Itália · Alemanha · Cazaquistão · Eslovénia | · México · Ucrânia · Grã-Bretanha · Bélgica · Áustria · Eslováquia · Brasil · Polónia · Roménia | 3–1 1–3 3–2 4–0 2–3 3–1 3–2                |
| 17 de abril            | Porsche Tennis Grand Prix Stuttgart, Alemanha WTA 500 € 678.814 – saibro (coberto) – 28S•16Q•16D | Iga Świątek                                                                                          | Aryna Sabalenka                                                                                 | 6–3, 6–4                                   |
| 17 de abril            | Porsche Tennis Grand Prix Stuttgart, Alemanha WTA 500 € 678.814 – saibro (coberto) – 28S•16Q•16D | Desirae Krawczyk · Demi Schuurs                                                                      | Nicole Melichar-Martinez Giuliana Olmos                                                         | 6–4, 6–1                                   |
| 17 de abril            | TEB BNP Paribas Tennis Championship Istanbul Istambul, Turquia WTA 250 US$ – saibro – 32S•24Q•16D | Cancelado devido aos terremotos na Turquia                                                           | Cancelado devido aos terremotos na Turquia                                                      | Cancelado devido aos terremotos na Turquia |
| 24 de abril 1º de maio | Mutua Madrid Open Madri, Espanha WTA 1000 € 7.705.780 – saibro – 96S•48Q•32D | Aryna Sabalenka                                                                                      | Iga Świątek                                                                                     | 6–3, 3–6, 6–3                              |
| 24 de abril 1º de maio | Mutua Madrid Open Madri, Espanha WTA 1000 € 7.705.780 – saibro – 96S•48Q•32D | Victoria Azarenka Beatriz Haddad Maia                                                                | Coco Gauff Jessica Pegula                                                                       | 6–1, 6–4                                   |

#### Maio
| Semana de             | Torneio | Campeã(s)(o/ões)                 | Vice-campeã(s)(o/ões)                   | Resultado        |
| --------------------- | --- | -------------------------------- | --------------------------------------- | ---------------- |
| 8 de maio 15 de maio  | Internazionali BNL d'Italia , Itália WTA 1000 € 3.572.618 – saibro – 96S•48Q•32D                                   | Elena Rybakina                   | Anhelina Kalinina                       | 6–4, 1–0, ab.    |
| 8 de maio 15 de maio  | Internazionali BNL d'Italia , Itália WTA 1000 € 3.572.618 – saibro – 96S•48Q•32D                                   | Storm Hunter Elise Mertens       | Coco Gauff Jessica Pegula               | 6–4, 6–4         |
| 22 de maio            | Internationaux de Strasbourg Estrasburgo, França WTA 250 € 225.480 – saibro – 32S•16Q•16D                          | Elina Svitolina                  | Anna Blinkova                           | 6–2, 6–3         |
| 22 de maio            | Internationaux de Strasbourg Estrasburgo, França WTA 250 € 225.480 – saibro – 32S•16Q•16D                          | Xu Yifan Yang Zhaoxuan           | Desirae Krawczyk Giuliana Olmos         | 6–3, 6–2         |
| 22 de maio            | Grand Prix Son Altesse Royale La Princesse Lalla Meryem Rabat, Marrocos WTA 250 US$ 259.303 – saibro – 32S•16Q•16D | Lucia Bronzetti                  | Julia Grabher                           | 6–4, 5–7, 7–5    |
| 22 de maio            | Grand Prix Son Altesse Royale La Princesse Lalla Meryem Rabat, Marrocos WTA 250 US$ 259.303 – saibro – 32S•16Q•16D | Sabrina Santamaria Yana Sizikova | Ingrid Gamarra Martins Lidziya Marozava | 3–6, 6–1, [10–8] |
| 29 de maio 5 de junho | Torneio de Roland Garros Paris, França Grand Slam € 23.352.500 – saibro – 128S•128Q•64D•32DM                       | Iga Świątek                      | Karolína Muchová                        | 6–2, 5–7, 6–4    |
| 29 de maio 5 de junho | Torneio de Roland Garros Paris, França Grand Slam € 23.352.500 – saibro – 128S•128Q•64D•32DM                       | Hsieh Su-wei Wang Xinyu          | Leylah Fernandez Taylor Townsend        | 1–6, 7–65, 6–1   |
| 29 de maio 5 de junho | Torneio de Roland Garros Paris, França Grand Slam € 23.352.500 – saibro – 128S•128Q•64D•32DM                       | Miyu Kato · Tim Pütz             | Bianca Andreescu Michael Venus          | 4–6, 6–4, [10–6] |

#### Junho
| Semana de   | Torneio                                                                                             | Campeã(s)                                 | Vice-campeã(s)                         | Resultado         |
| ----------- | --------------------------------------------------------------------------------------------------- | ----------------------------------------- | -------------------------------------- | ----------------- |
| 12 de junho | Rothesay Open Nottingham Nottingham, Reino Unido WTA 250 US$ 259.303 – grama – 32S•24Q•16D          | Katie Boulter                             | Jodie Burrage                          | 6–3, 6–3          |
| 12 de junho | Rothesay Open Nottingham Nottingham, Reino Unido WTA 250 US$ 259.303 – grama – 32S•24Q•16D          | Ulrikke Eikeri Ingrid Neel                | Harriet Dart Heather Watson            | 7–66, 5–7, [10–8] |
| 12 de junho | Libéma Open 's-Hertogenbosch, Países Baixos WTA 250 € 225.480 – grama – 32S•24Q•16D                 | Ekaterina Alexandrova                     | Veronika Kudermetova                   | 4–6, 6–4, 7–63    |
| 12 de junho | Libéma Open 's-Hertogenbosch, Países Baixos WTA 250 € 225.480 – grama – 32S•24Q•16D                 | Shuko Aoyama Ena Shibahara                | Viktória Hrunčáková Tereza Mihalíková  | 6–3, 6–3          |
| 19 de junho | bett1 Open Berlim, Alemanha WTA 500 € 678.814 – grama – 32S•24Q•16D                                 | Petra Kvitová                             | Donna Vekić                            | 6–2, 7–66         |
| 19 de junho | bett1 Open Berlim, Alemanha WTA 500 € 678.814 – grama – 32S•24Q•16D                                 | Caroline Garcia Luisa Stefani             | Kateřina Siniaková Markéta Vondroušová | 4–6, 7–68, [10–4] |
| 19 de junho | Rothesay Classic Birmingham Birmingham, Reino Unido WTA 250 US$ 259.203 – grama – 32S•24Q•16D       | Jeļena Ostapenko                          | Barbora Krejčíková                     | 7–68, 6–4         |
| 19 de junho | Rothesay Classic Birmingham Birmingham, Reino Unido WTA 250 US$ 259.203 – grama – 32S•24Q•16D       | Marta Kostyuk Barbora Krejčíková          | Storm Hunter Alycia Parks              | 6–2, 7–67         |
| 26 de junho | Rothesay International Eastbourne Eastbourne, Reino Unido WTA 500 US$ 780.637 – grama – 32S•24Q•16D | Madison Keys                              | Daria Kasatkina                        | 6–2, 7–613        |
| 26 de junho | Rothesay International Eastbourne Eastbourne, Reino Unido WTA 500 US$ 780.637 – grama – 32S•24Q•16D | Desirae Krawczyk Demi Schuurs             | Nicole Melichar-Martinez Ellen Perez   | 6–2, 6–4          |
| 26 de junho | Bad Homburg Open Bad Homburg, Alemanha WTA 250 US$ 259.303 – grama – 32S•8Q•16D                     | Kateřina Siniaková                        | Lucia Bronzetti                        | 6–2, 7–65         |
| 26 de junho | Bad Homburg Open Bad Homburg, Alemanha WTA 250 US$ 259.303 – grama – 32S•8Q•16D                     | Ingrid Gamarra Martins · Lidziya Marozava | Eri Hozumi Monica Niculescu            | 6–0, 7–63         |

#### Julho
| Semana de              | Torneio                                                                                        | Campeã(s)(o/ões)                           | Vice-campeã(s)(o/ões)                      | Resultado                                  |
| ---------------------- | ---------------------------------------------------------------------------------------------- | ------------------------------------------ | ------------------------------------------ | ------------------------------------------ |
| 3 de julho 10 de julho | Torneio de Wimbledon Londres, Reino Unido Grand Slam £ 20.971.000 – grama – 128S•128Q•64D•32DM | Markéta Vondroušová                        | Ons Jabeur                                 | 6–4, 6–4                                   |
| 3 de julho 10 de julho | Torneio de Wimbledon Londres, Reino Unido Grand Slam £ 20.971.000 – grama – 128S•128Q•64D•32DM | Hsieh Su-wei Barbora Strýcová              | Storm Hunter Elise Mertens                 | 7–5, 6–4                                   |
| 3 de julho 10 de julho | Torneio de Wimbledon Londres, Reino Unido Grand Slam £ 20.971.000 – grama – 128S•128Q•64D•32DM | Lyudmyla Kichenok · Mate Pavić             | Xu Yifan Joran Vliegen                     | 6–4, 96–7, 6–3                             |
| 17 de julho            | Hungarian Grand Prix Budapeste, Hungria WTA 250 € 225.480 – saibro – 32S•24Q•16D               | Maria Timofeeva                            | Kateryna Baindl                            | 6–3, 3–6, 6–0                              |
| 17 de julho            | Hungarian Grand Prix Budapeste, Hungria WTA 250 € 225.480 – saibro – 32S•24Q•16D               | Katarzyna Piter Fanny Stollár              | Jessie Aney Anna Sisková                   | 6–4, 4–6, [10–4]                           |
| 17 de julho            | Palermo Ladies Open Palermo, Itália WTA 250 € 225.480 – saibro – 32S•24Q•16D                   | Zheng Qinwen                               | Jasmine Paolini                            | 6–4, 1–6, 6–1                              |
| 17 de julho            | Palermo Ladies Open Palermo, Itália WTA 250 € 225.480 – saibro – 32S•24Q•16D                   | Yana Sizikova · Kimberley Zimmermann       | Angelica Moratelli Camilla Rosatello       | 6–2, 6–4                                   |
| 17 de julho            | Hopman Cup Nice, França Competição de curta duração entre países – mista saibro – 6E           | Croácia · Donna Vekić · Borna Ćorić        | Suíça · Céline Naef · Leandro Riedi        | 2–0                                        |
| 24 de julho            | Hamburg European Open Hamburgo, Alemanha WTA 250 € 225.480 – saibro – 32S•24Q•16D              | Arantxa Rus                                | Noma Akugue Noha                           | 6–0, 7–63                                  |
| 24 de julho            | Hamburg European Open Hamburgo, Alemanha WTA 250 € 225.480 – saibro – 32S•24Q•16D              | Anna Danilina Alexandra Panova             | Miriam Kolodziejová Angela Kulikov         | 6–4, 6–2                                   |
| 24 de julho            | Ladies Open Lausanne Lausanne, Suíça WTA 250 US$ 259.303 – saibro – 32S•8Q•16D                 | Elisabetta Cocciaretto                     | Clara Burel                                | 7–5, 4–6, 6–4                              |
| 24 de julho            | Ladies Open Lausanne Lausanne, Suíça WTA 250 US$ 259.303 – saibro – 32S•8Q•16D                 | Anna Bondár Diane Parry                    | Amina Anshba Anastasia Dețiuc              | 6–2, 6–1                                   |
| 24 de julho            | BNP Paribas Warsaw Open Varsóvia, Polônia WTA 250 US$ 259.303 – saibro – 32S•16Q•16D           | Iga Świątek                                | Laura Siegemund                            | 6–0, 6–1                                   |
| 24 de julho            | BNP Paribas Warsaw Open Varsóvia, Polônia WTA 250 US$ 259.303 – saibro – 32S•16Q•16D           | Heather Watson Yanina Wickmayer            | Weronika Falkowska Katarzyna Piter         | 6–4, 6–4                                   |
| 31 de julho            | Mubadala Silicon Valley Classic San José, Estados Unidos WTA 500 US$ – duro – 28S•16Q•16D      | Extinto depois da divulgação do calendário | Extinto depois da divulgação do calendário | Extinto depois da divulgação do calendário |
| 31 de julho            | Mubadala Citi DC Open Washington, Estados Unidos WTA 500 US$ 780.637 – duro – 28S•16Q•16D      | Coco Gauff                                 | Maria Sakkari                              | 6–2, 6–3                                   |
| 31 de julho            | Mubadala Citi DC Open Washington, Estados Unidos WTA 500 US$ 780.637 – duro – 28S•16Q•16D      | Laura Siegemund Vera Zvonareva             | Alexa Guarachi Monica Niculescu            | 6–4, 6–4                                   |
| 31 de julho            | Livesport Prague Open Praga, Tchéquia WTA 250 US$ 259.303 – duro – 32S•24Q•16D                 | Nao Hibino                                 | Linda Nosková                              | 6–4, 6–1                                   |
| 31 de julho            | Livesport Prague Open Praga, Tchéquia WTA 250 US$ 259.303 – duro – 32S•24Q•16D                 | Nao Hibino Oksana Kalashnikova             | Quinn Gleason Elixane Lechemia             | 76–7, 7–5, [10–3]                          |

#### Agosto
| Semana de                  | Torneio                                                                                         | Campeã(s)(o/ões)                           | Vice-campeã(s)(o/ões)                      | Resultado                                  |
| -------------------------- | ----------------------------------------------------------------------------------------------- | ------------------------------------------ | ------------------------------------------ | ------------------------------------------ |
| 7 de agosto                | Omnium National Bank Montreal, Canadá WTA 1000 US$ 2.788.468 – duro – 56S•32Q•28D               | Jessica Pegula                             | Liudmila Samsonova                         | 6–1, 6–0                                   |
| 7 de agosto                | Omnium National Bank Montreal, Canadá WTA 1000 US$ 2.788.468 – duro – 56S•32Q•28D               | Shuko Aoyama Ena Shibahara                 | Desirae Krawczyk Demi Schuurs              | 6–4, 4–6, [13–11]                          |
| 14 de agosto               | Western & Southern Open Cincinnati, Estados Unidos WTA 1000 US$ 2.788.468 – duro – 56S•31Q•28D  | Coco Gauff                                 | Karolína Muchová                           | 6–3, 6–4                                   |
| 14 de agosto               | Western & Southern Open Cincinnati, Estados Unidos WTA 1000 US$ 2.788.468 – duro – 56S•31Q•28D  | Alycia Parks Taylor Townsend               | Nicole Melichar-Martinez Ellen Perez       | 16–7, 6–4, [10–6]                          |
| 21 de agosto               | Tennis in the Land Cleveland, Estados Unidos WTA 250 US$ 271.363 – duro – 32S•24Q•16D           | Sara Sorribes Tormo                        | Ekaterina Alexandrova                      | 3–6, 6–4, 6–4                              |
| 21 de agosto               | Tennis in the Land Cleveland, Estados Unidos WTA 250 US$ 271.363 – duro – 32S•24Q•16D           | Miyu Kato Aldila Sutjiadi                  | Nicole Melichar-Martinez Ellen Perez       | 6–4, 46–7, [10–8]                          |
| 21 de agosto               | Championnats Banque Nationale de Granby Granby, Canadá WTA 250 US$ 259.303 – duro – 32S•16Q•16D | Extinto depois da divulgação do calendário | Extinto depois da divulgação do calendário | Extinto depois da divulgação do calendário |
| 28 de agosto 4 de setembro | US Open Nova York, Estados Unidos Grand Slam US$ 29.488.400 – duro – 128S•128Q•64D•32DM         | Coco Gauff                                 | Aryna Sabalenka                            | 2–6, 6–3, 6–2                              |
| 28 de agosto 4 de setembro | US Open Nova York, Estados Unidos Grand Slam US$ 29.488.400 – duro – 128S•128Q•64D•32DM         | Gabriela Dabrowski Erin Routliffe          | Laura Siegemund Vera Zvonareva             | 7–69, 6–3                                  |
| 28 de agosto 4 de setembro | US Open Nova York, Estados Unidos Grand Slam US$ 29.488.400 – duro – 128S•128Q•64D•32DM         | Anna Danilina · Harri Heliövaara           | Jessica Pegula Austin Krajicek             | 6–3, 6–4                                   |

#### Setembro
| Semana de      | Torneio                                                                                               | Campeã(s)                             | Vice-campeã(s)                    | Resultado        |
| -------------- | --- | ------------------------------------- | --------------------------------- | ---------------- |
| 11 de setembro | Cymbiotika San Diego Open San Diego, Estados Unidos WTA 500 US$ 780.637 – duro – 28S•24Q•16D          | Barbora Krejčíková                    | Sofia Kenin                       | 6–4, 2–6, 6–4    |
| 11 de setembro | Cymbiotika San Diego Open San Diego, Estados Unidos WTA 500 US$ 780.637 – duro – 28S•24Q•16D          | Barbora Krejčíková Kateřina Siniaková | Danielle Collins Coco Vandeweghe  | 6–1, 6–4         |
| 11 de setembro | Kinoshita Group Japan Open Tennis Championships Osaka, Japão WTA 250 US$ 259.303 – duro – 32S•24Q•16D | Ashlyn Krueger                        | Zhu Lin                           | 6–3, 7–66        |
| 11 de setembro | Kinoshita Group Japan Open Tennis Championships Osaka, Japão WTA 250 US$ 259.303 – duro – 32S•24Q•16D | Anna-Lena Friedsam Nadiia Kichenok    | Anna Kalinskaya Yulia Putintseva  | 7–63, 6–3        |
| 18 de setembro | GDL Open Akron Guadalajara, México WTA 1000 US$ 2.788.468 – duro – 56S•32Q•28D                        | Maria Sakkari                         | Caroline Dolehide                 | 7–5, 6–3         |
| 18 de setembro | GDL Open Akron Guadalajara, México WTA 1000 US$ 2.788.468 – duro – 56S•32Q•28D                        | Storm Hunter · Elise Mertens          | Gabriela Dabrowski Erin Routliffe | 3–6, 6–2, [10–4] |
| 18 de setembro | Galaxy Holding Group Guangzhou Open Cantão, China WTA 250 US$ 259.303 – duro – 32S•24Q•16D            | Wang Xiyu                             | Magda Linette                     | 6–0, 6–2         |
| 18 de setembro | Galaxy Holding Group Guangzhou Open Cantão, China WTA 250 US$ 259.303 – duro – 32S•24Q•16D            | Guo Hanyu · Jiang Xinyu               | Eri Hozumi Makoto Ninomiya        | 6–3, 7–64        |
| 25 de setembro | Toray Pan Pacific Open Tóquio, Japão WTA 500 US$ 780.637 – duro – 28S•23Q•16D                         | Veronika Kudermetova                  | Jessica Pegula                    | 7–5, 6–1         |
| 25 de setembro | Toray Pan Pacific Open Tóquio, Japão WTA 500 US$ 780.637 – duro – 28S•23Q•16D                         | Ulrikke Eikeri Ingrid Neel            | Eri Hozumi Makoto Ninomiya        | 3–6, 7–5, [10–5] |
| 25 de setembro | Ningbo Open Liampó, China WTA 250 US$ 259.303 – duro – 32S•24Q•16D                                    | Ons Jabeur                            | Diana Shnaider                    | 6–2, 6–1         |
| 25 de setembro | Ningbo Open Liampó, China WTA 250 US$ 259.303 – duro – 32S•24Q•16D                                    | Laura Siegemund Vera Zvonareva        | Guo Hanyu Jiang Xinyu             | 4–6, 6–3, [10–5] |

#### Outubro
| Semana de     | Torneio | Campeã(s)                                | Vice-campeã(s)                            | Resultado         |
| ------------- | --- | ---------------------------------------- | ----------------------------------------- | ----------------- |
| 2 de outubro  | China Open Pequim, China WTA 1000 US$ 8.127.389 – duro – 64S•32Q•28D                                                              | Iga Świątek                              | Liudmila Samsonova                        | 6–2, 6–2          |
| 2 de outubro  | China Open Pequim, China WTA 1000 US$ 8.127.389 – duro – 64S•32Q•28D                                                              | Marie Bouzková Sara Sorribes Tormo       | Chan Hao-ching Giuliana Olmos             | 3–6, 6–0, [10–4]  |
| 9 de outubro  | Bank of Communications Zhengzhou Open Zhengzhou, China WTA 500 US$ 780.637 – duro – 28S•24Q•16D                                   | Zheng Qinwen                             | Barbora Krejčíková                        | 2–6, 6–2, 6–4     |
| 9 de outubro  | Bank of Communications Zhengzhou Open Zhengzhou, China WTA 500 US$ 780.637 – duro – 28S•24Q•16D                                   | Gabriela Dabrowski Erin Routliffe        | Shuko Aoyama Ena Shibahara                | 6–2, 6–4          |
| 9 de outubro  | Prudential Hong Kong Tennis Open · Hong Kong · WTA 250 · US$ 259.303 – duro – 32S•16Q•16D                                         | Leylah Fernandez                         | Kateřina Siniaková                        | 3–6, 6–4, 6–4     |
| 9 de outubro  | Prudential Hong Kong Tennis Open · Hong Kong · WTA 250 · US$ 259.303 – duro – 32S•16Q•16D                                         | Tang Qianhui · Tsao Chia-yi              | Oksana Kalashnikova Aliaksandra Sasnovich | 7–5, 1–6, [11–9]  |
| 9 de outubro  | Hana Bank Korea Open Seul, Coreia do Sul WTA 250 US$ 259.303 – duro – 32S•16Q•16D                                                 | Jessica Pegula                           | Yuan Yue                                  | 6–2, 6–3          |
| 9 de outubro  | Hana Bank Korea Open Seul, Coreia do Sul WTA 250 US$ 259.303 – duro – 32S•16Q•16D                                                 | Marie Bouzková Bethanie Mattek-Sands     | Luksika Kumkhum Peangtarn Plipuech        | 6–2, 6–1          |
| 16 de outubro | Transylvania Open Cluj-Napoca, Romênia WTA 250 US$ 259.303 – duro (coberto) – 32S•15Q•16D                                         | Tamara Korpatsch                         | Elena-Gabriela Ruse                       | 6–3, 6–4          |
| 16 de outubro | Transylvania Open Cluj-Napoca, Romênia WTA 250 US$ 259.303 – duro (coberto) – 32S•15Q•16D                                         | Jodie Burrage · Jil Teichmann            | Léolia Jeanjean Valeriya Strakhova        | 6–1, 6–4          |
| 16 de outubro | Jasmin Open Monastir Monastir, Tunísia WTA 250 US$ 259.303 – duro – 32S•13Q•16D                                                   | Elise Mertens                            | Jasmine Paolini                           | 6–3, 6–0          |
| 16 de outubro | Jasmin Open Monastir Monastir, Tunísia WTA 250 US$ 259.303 – duro – 32S•13Q•16D                                                   | Sara Errani Jasmine Paolini              | Mai Hontama Natalija Stevanović           | 2–6, 7–64, [10–6] |
| 16 de outubro | Jiangxi Open Nanchang, China WTA 250 US$ 259.303 – duro – 32S•13Q•16D                                                             | Kateřina Siniaková                       | Marie Bouzková                            | 1–6, 7–65, 7–64   |
| 16 de outubro | Jiangxi Open Nanchang, China WTA 250 US$ 259.303 – duro – 32S•13Q•16D                                                             | Laura Siegemund Vera Zvonareva           | Eri Hozumi Makoto Ninomiya                | 6–4, 6–2          |
| 23 de outubro | Huafa Technology WTA Elite Trophy Zhuhai Zhuhai, China Competição de fim de temporada – suplementar US$ 2.409.000 – duro – 12S•6D | Beatriz Haddad Maia                      | Zheng Qinwen                              | 7–611, 7–64       |
| 23 de outubro | Huafa Technology WTA Elite Trophy Zhuhai Zhuhai, China Competição de fim de temporada – suplementar US$ 2.409.000 – duro – 12S•6D | Beatriz Haddad Maia Veronika Kudermetova | Miyu Kato Aldila Sutjiadi                 | 6–3, 6–3          |
| 30 de outubro | GNP Seguros WTA Finals Cancun Cancún, México Torneio de fim de temporada US$ 9.000.000 – duro – 8S•8D                             | Iga Świątek                              | Jessica Pegula                            | 6–1, 6–0          |
| 30 de outubro | GNP Seguros WTA Finals Cancun Cancún, México Torneio de fim de temporada US$ 9.000.000 – duro – 8S•8D                             | Laura Siegemund Vera Zvonareva           | Nicole Melichar-Martinez Ellen Perez      | 6–4, 6–4          |

#### Novembro
| Semana de     | Torneio | Campeã(s)                                                                                            | Vice-campeã(s)                                                                                              | Resultado |
| ------------- | --- | --- | --- | --------- |
| 6 de novembro | Copa Billie Jean King: Finais Sevilha, Espanha – duro (coberto) Competição de longa duração entre países US$ 9.600.000 – 12E | Canadá · Eugenie Bouchard · Gabriela Dabrowski · Leylah Fernandez · Rebecca Marino · Marina Stakusic | Itália · Lucia Bronzetti · Elisabetta Cocciaretto · Jasmine Paolini · Lucrezia Stefanini · Martina Trevisan | 2–0       |

## Estatísticas
Esta seção apresenta os títulos conquistados em simples, duplas, duplas mistas e por equipes em diversas configurações: classificação por jogador e país – sem caráter oficial; e levantamento de debutantes e defensores dos troféus, baseados nas informações apresentadas na seção Mês a mês. Eventualmente, pode dispor de seções extras com outras variáveis.
Nas duas tabelas introdutórias, jogadores e países são classificados com base nas categorias de torneios disponíveis na temporada (que podem não aparecer em determinado ano ou trocarem de nome), de acordo com o apresentado no início do artigo, na infocaixa à direita.
Os critérios de desempate nessas tabelas são:
1. Total de títulos;
  1. Na subseção País, se uma dupla de tenistas que compartilha a conterraneidade vencer um torneio, sua nação computará apenas 1 ponto.
2. Total de títulos por categoria;
  1. A categoria à esquerda sempre vale mais que qualquer uma à direita, com os eventos do Grand Slam encabeçando a lista;
  2. A coluna Outros está situada à direita de todas, inclusive do somatório Simples/Duplas/Duplas Mistas, por sua natureza específica, mas obviamente seus números são somados à coluna Total;
  3. Outros geralmente inclui os torneios por equipes que ocorrem durante a temporada;
  4. Para a contabilização dos torneios por equipes, são considerados(as) apenas os(as) jogadores(as) que forem convocados(as) para:
    1. Torneio de longa duração: jogo final – se for isolado dos outros – ou fase final – se ela ocorrer em um curto período com várias equipes na mesma sede;
    2. Torneio de curta duração.
3. Modalidade;
  1. Simples (S) > Duplas (D) > Duplas mistas (DM);
4. Ordem alfabética pelo sobrenome do(a) tenista em Títulos por jogadora, ou nome do país em Títulos por país.

Nota: a partir de 2022, as bandeiras da Rússia e da Bielorrúsia foram banidas das competições e transmissões televisivas, o que fez com que os(as) tenistas desses países competissem como apátridas, por causa da Invasão da Ucrânia pela Rússia. Para fins meramente estatísticos, elas se mantém aqui, mas considere essas adições como não oficiais.

### Títulos por jogadora
| 6 | Iga Świątek                | 1 |   |   | 1 |   | 1 |   | 2 |   | 1 |   | 6 | 0 | 0 |   |
| 6 | Coco Gauff                 | 1 |   |   |   |   | 1 | 1 | 1 | 1 | 1 |   | 4 | 2 | 0 |   |
| 6 | Barbora Krejčíková         |   | 1 |   |   |   | 1 | 1 | 1 | 1 |   | 1 | 2 | 4 | 0 |   |
| 5 | Kateřina Siniaková         |   | 1 |   |   |   |   | 1 |   | 1 | 2 |   | 2 | 3 | 0 |   |
| 5 | Laura Siegemund            |   |   |   |   | 1 |   |   |   | 1 |   | 3 | 0 | 5 | 0 |   |
| 5 | Jessica Pegula             |   |   |   |   |   | 1 | 1 |   | 1 | 1 |   | 2 | 2 | 0 | 1 |
| 4 | Luisa Stefani              |   |   | 1 |   |   |   |   |   | 3 |   |   | 0 | 3 | 1 |   |
| 4 | Vera Zvonareva             |   |   |   |   | 1 |   |   |   | 1 |   | 2 | 0 | 4 | 0 |   |
| 4 | Desirae Krawczyk           |   |   |   |   |   |   |   |   | 3 |   |   | 0 | 3 | 0 | 1 |
| 3 | Aryna Sabalenka            | 1 |   |   |   |   | 1 |   | 1 |   |   |   | 3 | 0 | 0 |   |
| 3 | Erin Routliffe             |   | 1 |   |   |   |   |   |   | 1 |   | 1 | 0 | 3 | 0 |   |
| 3 | Gabriela Dabrowski         |   | 1 |   |   |   |   |   |   | 1 |   |   | 0 | 2 | 0 | 1 |
| 3 | Miyu Kato                  |   |   | 1 |   |   |   |   |   |   |   | 2 | 0 | 2 | 1 |   |
| 3 | Beatriz Haddad Maia        |   |   |   | 1 | 1 |   | 1 |   |   |   |   | 1 | 2 | 0 |   |
| 3 | Veronika Kudermetova       |   |   |   |   | 1 |   | 1 | 1 |   |   |   | 1 | 2 | 0 |   |
| 3 | Elise Mertens              |   |   |   |   |   |   | 2 |   |   | 1 |   | 1 | 2 | 0 |   |
| 3 | Taylor Townsend            |   |   |   |   |   |   | 1 |   | 2 |   |   | 0 | 3 | 0 |   |
| 3 | Alycia Parks               |   |   |   |   |   |   | 1 |   |   | 1 |   | 1 | 1 | 0 | 1 |
| 3 | Aldila Sutjiadi            |   |   |   |   |   |   |   |   |   |   | 3 | 0 | 3 | 0 |   |
| 2 | Hsieh Su-wei               |   | 2 |   |   |   |   |   |   |   |   |   | 0 | 2 | 0 |   |
| 2 | Anna Danilina              |   |   | 1 |   |   |   |   |   |   |   | 1 | 0 | 1 | 1 |   |
| 2 | Elena Rybakina             |   |   |   |   |   | 2 |   |   |   |   |   | 2 | 0 | 0 |   |
| 2 | Storm Hunter               |   |   |   |   |   |   | 2 |   |   |   |   | 0 | 2 | 0 |   |
| 2 | Petra Kvitová              |   |   |   |   |   | 1 |   | 1 |   |   |   | 2 | 0 | 0 |   |
| 2 | Sara Sorribes Tormo        |   |   |   |   |   |   | 1 |   |   | 1 |   | 1 | 1 | 0 |   |
| 2 | Shuko Aoyama               |   |   |   |   |   |   | 1 |   |   |   | 1 | 0 | 2 | 0 |   |
| 2 | Marie Bouzková             |   |   |   |   |   |   | 1 |   |   |   | 1 | 0 | 2 | 0 |   |
| 2 | Ena Shibahara              |   |   |   |   |   |   | 1 |   |   |   | 1 | 0 | 2 | 0 |   |
| 2 | Belinda Bencic             |   |   |   |   |   |   |   | 2 |   |   |   | 2 | 0 | 0 |   |
| 2 | Demi Schuurs               |   |   |   |   |   |   |   |   | 2 |   |   | 0 | 2 | 0 |   |
| 2 | Ons Jabeur                 |   |   |   |   |   |   |   | 1 |   | 1 |   | 2 | 0 | 0 |   |
| 2 | Zheng Qinwen               |   |   |   |   |   |   |   | 1 |   | 1 |   | 2 | 0 | 0 |   |
| 2 | Ulrikke Eikeri             |   |   |   |   |   |   |   |   | 1 |   | 1 | 0 | 2 | 0 |   |
| 2 | Ingrid Neel                |   |   |   |   |   |   |   |   | 1 |   | 1 | 0 | 2 | 0 |   |
| 2 | Madison Keys               |   |   |   |   |   |   |   | 1 |   |   |   | 1 | 0 | 0 | 1 |
| 2 | Nao Hibino                 |   |   |   |   |   |   |   |   |   | 1 | 1 | 1 | 1 | 0 |   |
| 2 | Marta Kostyuk              |   |   |   |   |   |   |   |   |   | 1 | 1 | 1 | 1 | 0 |   |
| 2 | Diane Parry                |   |   |   |   |   |   |   |   |   |   | 2 | 0 | 2 | 0 |   |
| 2 | Yana Sizikova              |   |   |   |   |   |   |   |   |   |   | 2 | 0 | 2 | 0 |   |
| 2 | Leylah Fernandez           |   |   |   |   |   |   |   |   |   | 1 |   | 1 | 0 | 0 | 1 |
| 2 | Donna Vekić                |   |   |   |   |   |   |   |   |   | 1 |   | 1 | 0 | 0 | 1 |
| 1 | Markéta Vondroušová        | 1 |   |   |   |   |   |   |   |   |   |   | 1 | 0 | 0 |   |
| 1 | Barbora Strýcová           |   | 1 |   |   |   |   |   |   |   |   |   | 0 | 1 | 0 |   |
| 1 | Wang Xinyu                 |   | 1 |   |   |   |   |   |   |   |   |   | 0 | 1 | 0 |   |
| 1 | Lyudmyla Kichenok          |   |   | 1 |   |   |   |   |   |   |   |   | 0 | 0 | 1 |   |
| 1 | Maria Sakkari              |   |   |   |   |   | 1 |   |   |   |   |   | 1 | 0 | 0 |   |
| 1 | Victoria Azarenka          |   |   |   |   |   |   | 1 |   |   |   |   | 0 | 1 | 0 |   |
| 1 | Liudmila Samsonova         |   |   |   |   |   |   | 1 |   |   |   |   | 0 | 1 | 0 |   |
| 1 | Danielle Collins           |   |   |   |   |   |   |   |   | 1 |   |   | 0 | 1 | 0 |   |
| 1 | Caroline Garcia            |   |   |   |   |   |   |   |   | 1 |   |   | 0 | 1 | 0 |   |
| 1 | Asia Muhammad              |   |   |   |   |   |   |   |   | 1 |   |   | 0 | 1 | 0 |   |
| 1 | Zhang Shuai                |   |   |   |   |   |   |   |   | 1 |   |   | 0 | 1 | 0 |   |
| 1 | Ekaterina Alexandrova      |   |   |   |   |   |   |   |   |   | 1 |   | 1 | 0 | 0 |   |
| 1 | Katie Boulter              |   |   |   |   |   |   |   |   |   | 1 |   | 1 | 0 | 0 |   |
| 1 | Lucia Bronzetti            |   |   |   |   |   |   |   |   |   | 1 |   | 1 | 0 | 0 |   |
| 1 | Elisabetta Cocciaretto     |   |   |   |   |   |   |   |   |   | 1 |   | 1 | 0 | 0 |   |
| 1 | Lauren Davis               |   |   |   |   |   |   |   |   |   | 1 |   | 1 | 0 | 0 |   |
| 1 | Camila Giorgi              |   |   |   |   |   |   |   |   |   | 1 |   | 1 | 0 | 0 |   |
| 1 | Tamara Korpatsch           |   |   |   |   |   |   |   |   |   | 1 |   | 1 | 0 | 0 |   |
| 1 | Ashlyn Krueger             |   |   |   |   |   |   |   |   |   | 1 |   | 1 | 0 | 0 |   |
| 1 | Tatjana Maria              |   |   |   |   |   |   |   |   |   | 1 |   | 1 | 0 | 0 |   |
| 1 | Jeļena Ostapenko           |   |   |   |   |   |   |   |   |   | 1 |   | 1 | 0 | 0 |   |
| 1 | Anastasia Potapova         |   |   |   |   |   |   |   |   |   | 1 |   | 1 | 0 | 0 |   |
| 1 | Arantxa Rus                |   |   |   |   |   |   |   |   |   | 1 |   | 1 | 0 | 0 |   |
| 1 | Elina Svitolina            |   |   |   |   |   |   |   |   |   | 1 |   | 1 | 0 | 0 |   |
| 1 | Maria Timofeeva            |   |   |   |   |   |   |   |   |   | 1 |   | 1 | 0 | 0 |   |
| 1 | Wang Xiyu                  |   |   |   |   |   |   |   |   |   | 1 |   | 1 | 0 | 0 |   |
| 1 | Zhu Lin                    |   |   |   |   |   |   |   |   |   | 1 |   | 1 | 0 | 0 |   |
| 1 | Anna Bondár                |   |   |   |   |   |   |   |   |   |   | 1 | 0 | 1 | 0 |   |
| 1 | Cristina Bucșa             |   |   |   |   |   |   |   |   |   |   | 1 | 0 | 1 | 0 |   |
| 1 | Jodie Burrage              |   |   |   |   |   |   |   |   |   |   | 1 | 0 | 1 | 0 |   |
| 1 | Chan Hao-ching             |   |   |   |   |   |   |   |   |   |   | 1 | 0 | 1 | 0 |   |
| 1 | Natela Dzalamidze          |   |   |   |   |   |   |   |   |   |   | 1 | 0 | 1 | 0 |   |
| 1 | Sara Errani                |   |   |   |   |   |   |   |   |   |   | 1 | 0 | 1 | 0 |   |
| 1 | Kirsten Flipkens           |   |   |   |   |   |   |   |   |   |   | 1 | 0 | 1 | 0 |   |
| 1 | Anna-Lena Friedsam         |   |   |   |   |   |   |   |   |   |   | 1 | 0 | 1 | 0 |   |
| 1 | Ingrid Gamarra Martins     |   |   |   |   |   |   |   |   |   |   | 1 | 0 | 1 | 0 |   |
| 1 | Guo Hanyu                  |   |   |   |   |   |   |   |   |   |   | 1 | 0 | 1 | 0 |   |
| 1 | Jiang Xinyu                |   |   |   |   |   |   |   |   |   |   | 1 | 0 | 1 | 0 |   |
| 1 | Oksana Kalashnikova        |   |   |   |   |   |   |   |   |   |   | 1 | 0 | 1 | 0 |   |
| 1 | Irina Khromacheva          |   |   |   |   |   |   |   |   |   |   | 1 | 0 | 1 | 0 |   |
| 1 | Nadiia Kichenok            |   |   |   |   |   |   |   |   |   |   | 1 | 0 | 1 | 0 |   |
| 1 | Viktória Kužmová           |   |   |   |   |   |   |   |   |   |   | 1 | 0 | 1 | 0 |   |
| 1 | Yuliana Lizarazo           |   |   |   |   |   |   |   |   |   |   | 1 | 0 | 1 | 0 |   |
| 1 | Lidziya Marozava           |   |   |   |   |   |   |   |   |   |   | 1 | 0 | 1 | 0 |   |
| 1 | Bethanie Mattek-Sands      |   |   |   |   |   |   |   |   |   |   | 1 | 0 | 1 | 0 |   |
| 1 | Caty McNally               |   |   |   |   |   |   |   |   |   |   | 1 | 0 | 1 | 0 |   |
| 1 | Alexandra Panova           |   |   |   |   |   |   |   |   |   |   | 1 | 0 | 1 | 0 |   |
| 1 | Jasmine Paolini            |   |   |   |   |   |   |   |   |   |   | 1 | 0 | 1 | 0 |   |
| 1 | María Paulina Pérez García |   |   |   |   |   |   |   |   |   |   | 1 | 0 | 1 | 0 |   |
| 1 | Katarzyna Piter            |   |   |   |   |   |   |   |   |   |   | 1 | 0 | 1 | 0 |   |
| 1 | Sabrina Santamaria         |   |   |   |   |   |   |   |   |   |   | 1 | 0 | 1 | 0 |   |
| 1 | Bibiane Schoofs            |   |   |   |   |   |   |   |   |   |   | 1 | 0 | 1 | 0 |   |
| 1 | Iryna Shymanovich          |   |   |   |   |   |   |   |   |   |   | 1 | 0 | 1 | 0 |   |
| 1 | Fanny Stollár              |   |   |   |   |   |   |   |   |   |   | 1 | 0 | 1 | 0 |   |
| 1 | Tang Qianhui               |   |   |   |   |   |   |   |   |   |   | 1 | 0 | 1 | 0 |   |
| 1 | Jil Teichmann              |   |   |   |   |   |   |   |   |   |   | 1 | 0 | 1 | 0 |   |
| 1 | Tsao Chia-yi               |   |   |   |   |   |   |   |   |   |   | 1 | 0 | 1 | 0 |   |
| 1 | Heather Watson             |   |   |   |   |   |   |   |   |   |   | 1 | 0 | 1 | 0 |   |
| 1 | Yanina Wickmayer           |   |   |   |   |   |   |   |   |   |   | 1 | 0 | 1 | 0 |   |
| 1 | Wu Fang-hsien              |   |   |   |   |   |   |   |   |   |   | 1 | 0 | 1 | 0 |   |
| 1 | Xu Yifan                   |   |   |   |   |   |   |   |   |   |   | 1 | 0 | 1 | 0 |   |
| 1 | Yang Zhaoxuan              |   |   |   |   |   |   |   |   |   |   | 1 | 0 | 1 | 0 |   |
| 1 | Kimberley Zimmermann       |   |   |   |   |   |   |   |   |   |   | 1 | 0 | 1 | 0 |   |
| 1 | Eugenie Bouchard           |   |   |   |   |   |   |   |   |   |   |   | 0 | 0 | 0 | 1 |
| 1 | Rebecca Marino             |   |   |   |   |   |   |   |   |   |   |   | 0 | 0 | 0 | 1 |
| 1 | Marina Stakusic            |   |   |   |   |   |   |   |   |   |   |   | 0 | 0 | 0 | 1 |

### Títulos por país
| 22 | Estados Unidos          | 1 |   |   |   |   | 2 | 2 | 2 | 6 | 5 | 3 | 10 | 11 | 0 | 1 |
| 14 | Chéquia                 | 1 | 2 |   |   |   | 2 | 2 | 2 | 1 | 2 | 2 | 7  | 7  | 0 |   |
| 14 | Rússia (suspenso)       |   |   |   |   | 2 |   | 1 | 1 | 1 | 3 | 6 | 4  | 10 | 0 |   |
| 9  | China                   |   | 1 |   |   |   |   |   | 1 | 1 | 3 | 3 | 4  | 5  | 0 |   |
| 8  | Brasil                  |   |   | 1 | 1 | 1 |   | 1 |   | 3 |   | 1 | 1  | 6  | 1 |   |
| 8  | Alemanha                |   |   |   | 1 | 1 |   |   |   | 1 | 2 | 4 | 2  | 6  | 0 |   |
| 7  | Polónia                 | 1 |   |   |   |   | 1 |   | 2 |   | 1 | 1 | 6  | 1  | 0 |   |
| 7  | Japão                   |   |   | 1 |   |   |   | 1 |   |   | 1 | 4 | 1  | 5  | 1 |   |
| 6  | Bielorrússia (suspenso) | 1 |   |   |   |   | 1 | 1 | 1 |   |   | 2 | 3  | 3  | 0 |   |
| 6  | Bélgica                 |   |   |   |   |   |   | 2 |   |   | 1 | 3 | 1  | 5  | 0 |   |
| 5  | Ucrânia                 |   |   | 1 |   |   |   |   |   |   | 2 | 2 | 2  | 2  | 1 |   |
| 4  | Taipé Chinesa           |   | 2 |   |   |   |   |   |   |   |   | 2 | 0  | 4  | 0 |   |
| 4  | Cazaquistão             |   |   | 1 |   |   | 2 |   |   |   |   | 1 | 2  | 1  | 1 |   |
| 4  | Canadá                  |   | 1 |   |   |   |   |   |   | 1 | 1 |   | 1  | 2  | 0 | 1 |
| 4  | Países Baixos           |   |   |   |   |   |   |   |   | 2 | 1 | 1 | 1  | 3  | 0 |   |
| 4  | Itália                  |   |   |   |   |   |   |   |   |   | 3 | 1 | 3  | 1  | 0 |   |
| 3  | Nova Zelândia           |   | 1 |   |   |   |   |   |   | 1 |   | 1 | 0  | 3  | 0 |   |
| 3  | Espanha                 |   |   |   |   |   |   | 1 |   |   | 1 | 1 | 1  | 2  | 0 |   |
| 3  | Suíça                   |   |   |   |   |   |   |   | 2 |   |   | 1 | 2  | 1  | 0 |   |
| 3  | França                  |   |   |   |   |   |   |   |   | 1 |   | 2 | 0  | 3  | 0 |   |
| 3  | Grã-Bretanha            |   |   |   |   |   |   |   |   |   | 1 | 2 | 1  | 2  | 0 |   |
| 3  | Indonésia               |   |   |   |   |   |   |   |   |   |   | 3 | 0  | 3  | 0 |   |
| 2  | Austrália               |   |   |   |   |   |   | 2 |   |   |   |   | 0  | 2  | 0 |   |
| 2  | Tunísia                 |   |   |   |   |   |   |   | 1 |   | 1 |   | 2  | 0  | 0 |   |
| 2  | Estónia                 |   |   |   |   |   |   |   |   | 1 |   | 1 | 0  | 2  | 0 |   |
| 2  | Noruega                 |   |   |   |   |   |   |   |   | 1 |   | 1 | 0  | 2  | 0 |   |
| 2  | Geórgia                 |   |   |   |   |   |   |   |   |   |   | 2 | 0  | 2  | 0 |   |
| 2  | Hungria                 |   |   |   |   |   |   |   |   |   |   | 2 | 0  | 2  | 0 |   |
| 2  | Croácia                 |   |   |   |   |   |   |   |   |   | 1 |   | 1  | 0  | 0 | 1 |
| 1  | Grécia                  |   |   |   |   |   | 1 |   |   |   |   |   | 1  | 0  | 0 |   |
| 1  | Letónia                 |   |   |   |   |   |   |   |   |   | 1 |   | 1  | 0  | 0 |   |
| 1  | Colômbia                |   |   |   |   |   |   |   |   |   |   | 1 | 0  | 1  | 0 |   |
| 1  | Eslováquia              |   |   |   |   |   |   |   |   |   |   | 1 | 0  | 1  | 0 |   |

### Informações sobre os títulos

#### Debutantes
Jogadoras e/ou equipes que foram campeãs pela primeira vez nas respectivas modalidades:
Simples
- Katie Boulter – Nottingham
- Elisabetta Cocciaretto – Lausanne
- Lucia Bronzetti – Rabat
- Tamara Korpatsch – Cluj-Napoca
- Marta Kostyuk – Austin
- Ashlyn Krueger – Osaka
- Alycia Parks – Lyon
- Arantxa Rus – Hamburgo
- Maria Timofeeva – Budapeste
- Wang Xiyu – Cantão
- Zheng Qinwen – Palermo
- Zhu Lin – Hua Hin

Duplas
- Cristina Bucșa – Lyon
- Jodie Burrage – Cluj-Napoca
- Danielle Collins – Charleston
- Ingrid Gamarra Martins – Bad Homburg
- Guo Hanyu – Cantão
- Yuliana Lizarazo – Monterrey
- Diane Parry – Mérida
- María Paulina Pérez García – Monterrey
- Liudmila Samsonova – Dubai
- Iryna Shymanovich – Bogotá
- Tsao Chia-yi – Hong Kong
- Wu Fang-hsien – Hua Hin

Duplas mistas
- Anna Danilina – US Open
- Miyu Kato – Torneio de Roland Garros
- Lyudmyla Kichenok – Torneio de Wimbledon
- Luisa Stefani – Australian Open

Equipes
- Canadá – Copa Billie Jean King
- Estados Unidos – United Cup

#### Defensoras
Jogadoras e/ou equipes que foram campeãs na edição anterior e repetiram o feito na atual temporada nos respectivos torneios e modalidades:
Simples
- Ekaterina Alexandrova – 's-Hertogenbosch
- Tatjana Maria – Bogotá
- Elise Mertens – Monastir
- Iga Świątek – Doha, Stuttgart, Torneio de Roland Garros

Duplas
- Natela Dzalamidze – Linz
- Coco Gauff – Doha
- Storm Hunter – Guadalajara
- Desirae Krawczyk – Stuttgart
- Barbora Krejčíková – Australian Open
- Veronika Kudermetova – Dubai
- Jessica Pegula – Doha
- Demi Schuurs – Stuttgart
- Kateřina Siniaková – Australian Open
- Kimberley Zimmermann – Palermo

### Prêmios em dinheiro
Em 13 de novembro de 2023.
| #  | Jogadora            | Simples       | Duplas      | Mistas     | Total         |
| -- | ------------------- | ------------- | ----------- | ---------- | ------------- |
| 1  | Iga Świątek         | US$ 9.857.686 | US$ 0       | US$ 0      | US$ 9.857.686 |
| 2  | Aryna Sabalenka     | US$ 8.195.703 | US$ 6.950   | US$ 0      | US$ 8.202.653 |
| 3  | Coco Gauff          | US$ 5.953.882 | US$ 715.740 | US$ 0      | US$ 6.669.622 |
| 4  | Jessica Pegula      | US$ 5.200.095 | US$ 715.740 | US$ 52.054 | US$ 5.967.890 |
| 5  | Elena Rybakina      | US$ 5.429.334 | US$ 64.103  | US$ 0      | US$ 5.493.437 |
| 6  | Markéta Vondroušová | US$ 4.334.528 | US$ 138.750 | US$ 0      | US$ 4.473.278 |
| 7  | Ons Jabeur          | US$ 3.175.679 | US$ 18.885  | US$ 0      | US$ 3.194.564 |
| 8  | Beatriz Haddad Maia | US$ 2.468.715 | US$ 390.106 | US$ 0      | US$ 2.858.821 |
| 9  | Karolína Muchová    | US$ 2.796.338 | US$ 8.100   | US$ 0      | US$ 2.804.438 |
| 10 | Maria Sakkari       | US$ 2.600.139 | US$ 5.274   | US$ 0      | US$ 2.605.413 |

### Vitórias
Ao final da temporada. Chaves principais em simples.
| Em todos os pisos | Em todos os pisos   | Em todos os pisos | Em todos os pisos |
| #                 | Jogadora            | Vitórias          | Derrotas          |
| ----------------- | ------------------- | ----------------- | ----------------- |
| 1                 | Iga Świątek         | 68                | 11                |
| 2                 | Jessica Pegula      | 59                | 18                |
| 3                 | Aryna Sabalenka     | 55                | 14                |
| 4                 | Coco Gauff          | 51                | 16                |
| 5                 | Elena Rybakina      | 47                | 15                |
| 6                 | Caroline Garcia     | 40                | 26                |
| 6                 | Markéta Vondroušová | 39                | 18                |
| 8                 | Daria Kasatkina     | 39                | 18                |
| 9                 | Maria Sakkari       | 38                | 25                |
| 10                | Jeļena Ostapenko    | 37                | 22                |

| No piso duro | No piso duro       | No piso duro | No piso duro |
| #            | Jogadora           | Vitórias     | Derrotas     |
| ------------ | ------------------ | ------------ | ------------ |
| 1            | Jessica Pegula     | 45           | 12           |
| 2            | Iga Świątek        | 42           | 8            |
| 3            | Coco Gauff         | 40           | 9            |
| 4            | Aryna Sabalenka    | 35           | 9            |
| 5            | Elena Rybakina     | 31           | 11           |
| 6            | Caroline Garcia    | 30           | 19           |
| 7            | Maria Sakkari      | 29           | 18           |
| 8            | Leylah Fernandez   | 28           | 13           |
| 9            | Liudmila Samsonova | 26           | 16           |
| 10           | Karolína Muchová   | 26           | 9            |

| No saibro | No saibro           | No saibro | No saibro |
| #         | Jogadora            | Vitórias  | Derrotas  |
| --------- | ------------------- | --------- | --------- |
| 1         | Iga Świątek         | 19        | 2         |
| 2         | Aryna Sabalenka     | 14        | 3         |
| 3         | Daria Kasatkina     | 12        | 6         |
| 4         | Elena Rybakina      | 11        | 2         |
| 5         | Ons Jabeur          | 11        | 3         |
| 6         | Paula Badosa        | 11        | 4         |
| 7         | Zheng Qinwen        | 11        | 4         |
| 8         | Julia Grabher       | 11        | 7         |
| 9         | Karolína Muchová    | 10        | 3         |
| 10        | Beatriz Haddad Maia | 10        | 4         |
| 11        | Bernarda Pera       | 10        | 7         |

| Na grama | Na grama              | Na grama | Na grama |
| #        | Jogadora              | Vitórias | Derrotas |
| -------- | --------------------- | -------- | -------- |
| 1        | Ekaterina Alexandrova | 10       | 2        |
| 2        | Madison Keys          | 9        | 1        |
| 3        | Markéta Vondroušová   | 9        | 1        |
| 4        | Petra Kvitová         | 8        | 1        |
| 5        | Jeļena Ostapenko      | 8        | 2        |
| 6        | Iga Świątek           | 7        | 1        |
| 7        | Veronika Kudermetova  | 7        | 2        |
| 8        | Ons Jabeur            | 7        | 3        |
| 9        | Katie Boulter         | 7        | 3        |
| 10       | Donna Vekić           | 7        | 3        |

## Rankings

### Simples
| Corrida final de simples - Race to the WTA Finals (23 de outubro de 2023) | Corrida final de simples - Race to the WTA Finals (23 de outubro de 2023) | Corrida final de simples - Race to the WTA Finals (23 de outubro de 2023) | Corrida final de simples - Race to the WTA Finals (23 de outubro de 2023) |
| Pos.                                                                      | Jogadora                                                                  | Pontos                                                                    | Torneios                                                                  |
| ------------------------------------------------------------------------- | ------------------------------------------------------------------------- | ------------------------------------------------------------------------- | ------------------------------------------------------------------------- |
| 1ª                                                                        | Aryna Sabalenka                                                           | 8.425                                                                     | 15                                                                        |
| 2ª                                                                        | Iga Świątek                                                               | 7.795                                                                     | 17                                                                        |
| 3ª                                                                        | Coco Gauff                                                                | 5.955                                                                     | 18                                                                        |
| 4ª                                                                        | Elena Rybakina                                                            | 5.865                                                                     | 17                                                                        |
| 5ª                                                                        | Jessica Pegula                                                            | 4.895                                                                     | 19                                                                        |
| 6ª                                                                        | Ons Jabeur                                                                | 3.695                                                                     | 18                                                                        |
| 7ª                                                                        | Markéta Vondroušová                                                       | 3.671                                                                     | 15                                                                        |
| 8ª                                                                        | Karolína Muchová                                                          | 3.650                                                                     | 14                                                                        |
| 9ª                                                                        | Maria Sakkari                                                             | 3.245                                                                     | 23                                                                        |
| 10ª                                                                       | Barbora Krejčíková                                                        | 2.775                                                                     | 19                                                                        |
| 11ª                                                                       | Madison Keys                                                              | 2.737                                                                     | 16                                                                        |
| 12ª                                                                       | Petra Kvitová                                                             | 2.660                                                                     | n/d                                                                       |
| 13ª                                                                       | Jeļena Ostapenko                                                          | 2.615                                                                     | n/d                                                                       |
| 14ª                                                                       | Belinda Bencic                                                            | 2.570                                                                     | n/d                                                                       |
| 15ª                                                                       | Liudmila Samsonova                                                        | 2.545                                                                     | n/d                                                                       |
| 16ª                                                                       | Veronika Kudermetova                                                      | 2.460                                                                     | n/d                                                                       |
| 17ª                                                                       | Daria Kasatkina                                                           | 2.410                                                                     | n/d                                                                       |
| 18ª                                                                       | Zheng Qinwen                                                              | 2.275                                                                     | n/d                                                                       |
| 19ª                                                                       | Beatriz Haddad Maia                                                       | 2.210                                                                     | n/d                                                                       |
| 20ª                                                                       | Caroline Garcia                                                           | 2.035                                                                     | n/d                                                                       |

| Ranking final de simples (13 de novembro de 2023) | Ranking final de simples (13 de novembro de 2023) | Ranking final de simples (13 de novembro de 2023) | Ranking final de simples (13 de novembro de 2023) | Ranking final de simples (13 de novembro de 2023) | Ranking final de simples (13 de novembro de 2023) | Ranking final de simples (13 de novembro de 2023) | Ranking final de simples (13 de novembro de 2023) | Ranking final de simples (13 de novembro de 2023) |
| Pos.                                              | Jogadora                                          | Idade                                             | Pontos                                            | Torneios                                          | Pos. '22                                          | Maior                                             | Menor                                             | Variação                                          |
| ------------------------------------------------- | ------------------------------------------------- | ------------------------------------------------- | ------------------------------------------------- | ------------------------------------------------- | ------------------------------------------------- | ------------------------------------------------- | ------------------------------------------------- | ------------------------------------------------- |
| 1ª                                                | Iga Świątek                                       | 22                                                | 9.295                                             | 19                                                | 1                                                 | 1                                                 | 2                                                 | Estável                                           |
| 2ª                                                | Aryna Sabalenka                                   | 25                                                | 9.050                                             | 16                                                | 5                                                 | 1                                                 | 5                                                 | 3                                                 |
| 3ª                                                | Coco Gauff                                        | 19                                                | 6.580                                             | 19                                                | 7                                                 | 3                                                 | 7                                                 | 4                                                 |
| 4ª                                                | Elena Rybakina                                    | 24                                                | 6.365                                             | 18                                                | 22                                                | 3                                                 | 25                                                | 18                                                |
| 5ª                                                | Jessica Pegula                                    | 29                                                | 5.975                                             | 20                                                | 3                                                 | 3                                                 | 5                                                 | 2                                                 |
| 6ª                                                | Ons Jabeur                                        | 29                                                | 4.195                                             | 21                                                | 2                                                 | 2                                                 | 7                                                 | 4                                                 |
| 7ª                                                | Markéta Vondroušová                               | 24                                                | 4.075                                             | 17                                                | 98                                                | 6                                                 | 105                                               | 91                                                |
| 8ª                                                | Karolína Muchová                                  | 27                                                | 3.651                                             | 16                                                | 148                                               | 8                                                 | 151                                               | 140                                               |
| 9ª                                                | Maria Sakkari                                     | 28                                                | 3.620                                             | 24                                                | 6                                                 | 6                                                 | 10                                                | 3                                                 |
| 10ª                                               | Barbora Krejčíková                                | 27                                                | 2.880                                             | 21                                                | 21                                                | 10                                                | 30                                                | 11                                                |
| 11ª                                               | Beatriz Haddad Maia                               | 27                                                | 2.855                                             | 23                                                | 15                                                | 10                                                | 21                                                | 4                                                 |
| 12ª                                               | Madison Keys                                      | 28                                                | 2.816                                             | 18                                                | 11                                                | 10                                                | 25                                                | 1                                                 |
| 13ª                                               | Jeļena Ostapenko                                  | 26                                                | 2.720                                             | 23                                                | 18                                                | 12                                                | 26                                                | 5                                                 |
| 14ª                                               | Petra Kvitová                                     | 33                                                | 2.660                                             | 17                                                | 16                                                | 8                                                 | 14                                                | 2                                                 |
| 15ª                                               | Zheng Qinwen                                      | 21                                                | 2.660                                             | 23                                                | 25                                                | 15                                                | 30                                                | 10                                                |
| 16ª                                               | Liudmila Samsonova                                | 25                                                | 2.650                                             | 24                                                | 20                                                | 12                                                | 22                                                | 4                                                 |
| 17ª                                               | Belinda Bencic                                    | 26                                                | 2.571                                             | 17                                                | 12                                                | 9                                                 | 17                                                | 5                                                 |
| 18ª                                               | Daria Kasatkina                                   | 26                                                | 2.550                                             | 25                                                | 8                                                 | 8                                                 | 18                                                | 10                                                |
| 19ª                                               | Veronika Kudermetova                              | 26                                                | 2.520                                             | 25                                                | 9                                                 | 9                                                 | 19                                                | 10                                                |
| 20ª                                               | Caroline Garcia                                   | 30                                                | 2.095                                             | 27                                                | 4                                                 | 4                                                 | 20                                                | 16                                                |

#### Número 1 do mundo
| Jogadora        | Ganhou o posto | Perdeu o posto |
| --------------- | -------------- | -------------- |
| Iga Świątek     | antes de 2023  | 10/09/2023     |
| Aryna Sabalenka | 11/09/2023     | 05/11/2023     |
| Iga Świątek     | 06/11/2023     | depois de 2023 |

### Duplas
| Corrida final de duplas - Race to the WTA Finals (23 de outubro de 2023) | Corrida final de duplas - Race to the WTA Finals (23 de outubro de 2023) | Corrida final de duplas - Race to the WTA Finals (23 de outubro de 2023) | Corrida final de duplas - Race to the WTA Finals (23 de outubro de 2023) |
| Pos.                                                                     | Jogadora                                                                 | Pontos                                                                   | Torneios                                                                 |
| ------------------------------------------------------------------------ | ------------------------------------------------------------------------ | ------------------------------------------------------------------------ | ------------------------------------------------------------------------ |
| 1ª                                                                       | Jessica Pegula Coco Gauff                                                | 5.565                                                                    | 13                                                                       |
| 2ª                                                                       | Storm Hunter Elise Mertens                                               | 5.130                                                                    | 12                                                                       |
| 3ª                                                                       | Shuko Aoyama Ena Shibahara                                               | 3.790                                                                    | 21                                                                       |
| 4ª                                                                       | Barbora Krejčíková Kateřina Siniaková                                    | 3.785                                                                    | 8                                                                        |
| 5ª                                                                       | Demi Schuurs Desirae Krawczyk                                            | 3.570                                                                    | 18                                                                       |
| 6ª                                                                       | Vera Zvonareva Laura Siegemund                                           | 3.405                                                                    | 14                                                                       |
| 7ª                                                                       | Gabriela Dabrowski Erin Routliffe                                        | 3.386                                                                    | 8                                                                        |
| 8ª                                                                       | Nicole Melichar-Martinez Ellen Perez                                     | 3.325                                                                    | 24                                                                       |
| 9ª                                                                       | Taylor Townsend Leylah Fernandez                                         | 3.310                                                                    | 8                                                                        |
| 10ª                                                                      | Hsieh Su-wei Wang Xinyu                                                  | 2.955                                                                    | 5                                                                        |

| Ranking final de duplas (13 de novembro de 2023) | Ranking final de duplas (13 de novembro de 2023) | Ranking final de duplas (13 de novembro de 2023) | Ranking final de duplas (13 de novembro de 2023) | Ranking final de duplas (13 de novembro de 2023) | Ranking final de duplas (13 de novembro de 2023) | Ranking final de duplas (13 de novembro de 2023) | Ranking final de duplas (13 de novembro de 2023) | Ranking final de duplas (13 de novembro de 2023) |
| Pos.                                             | Jogadora                                         | Idade                                            | Pontos                                           | Torneios                                         | Pos. '22                                         | Maior                                            | Menor                                            | Variação                                         |
| ------------------------------------------------ | ------------------------------------------------ | ------------------------------------------------ | ------------------------------------------------ | ------------------------------------------------ | ------------------------------------------------ | ------------------------------------------------ | ------------------------------------------------ | ------------------------------------------------ |
| 1ª                                               | Storm Hunter                                     | 29                                               | 6.055                                            | 18                                               | 10                                               | 1                                                | 14                                               | 9                                                |
| 2ª                                               | Elise Mertens                                    | 27                                               | 5.870                                            | 15                                               | 5                                                | 1                                                | 17                                               | 3                                                |
| 3ª                                               | Coco Gauff                                       | 29                                               | 5.755                                            | 14                                               | 4                                                | 1                                                | 6                                                | 1                                                |
| 3ª                                               | Jessica Pegula                                   | 19                                               | 5.755                                            | 15                                               | 5                                                | 1                                                | 6                                                | 2                                                |
| 5ª                                               | Laura Siegemund                                  | 35                                               | 5.585                                            | 22                                               | 27                                               | 5                                                | 31                                               | 22                                               |
| 6ª                                               | Hsieh Su-wei                                     | 37                                               | 5.241                                            | 10                                               | s/r                                              | 4                                                | 355                                              | 1496                                             |
| 7ª                                               | Taylor Townsend                                  | 27                                               | 5.180                                            | 12                                               | 33                                               | 5                                                | 31                                               | 26                                               |
| 8ª                                               | Gabriela Dabrowski                               | 31                                               | 5.115                                            | 20                                               | 7                                                | 6                                                | 21                                               | 1                                                |
| 9ª                                               | Vera Zvonareva                                   | 39                                               | 5.070                                            | 22                                               | 31                                               | 9                                                | 135                                              | 22                                               |
| 10ª                                              | Kateřina Siniaková                               | 27                                               | 4.895                                            | 12                                               | 1                                                | 1                                                | 10                                               | 9                                                |
| 11ª                                              | Erin Routliffe                                   | 28                                               | 4.810                                            | 33                                               | 32                                               | 11                                               | 60                                               | 21                                               |
| 12ª                                              | Shuko Aoyama                                     | 35                                               | 4.695                                            | 27                                               | 23                                               | 10                                               | 25                                               | 11                                               |
| 13ª                                              | Barbora Krejčíková                               | 27                                               | 4.665                                            | 11                                               | 3                                                | 2                                                | 13                                               | 10                                               |
| 14ª                                              | Ena Shibahara                                    | 25                                               | 4.525                                            | 24                                               | 22                                               | 13                                               | 25                                               | 8                                                |
| 15ª                                              | Nicole Melichar-Martinez                         | 30                                               | 4.275                                            | 29                                               | 19                                               | 6                                                | 23                                               | 4                                                |
| 16ª                                              | Desirae Krawczyk                                 | 29                                               | 4.155                                            | 23                                               | 16                                               | 8                                                | 17                                               | Estável                                          |
| 17ª                                              | Ellen Perez                                      | 28                                               | 4.150                                            | 29                                               | 20                                               | 9                                                | 25                                               | 3                                                |
| 18ª                                              | Luisa Stefani                                    | 26                                               | 4.030                                            | 22                                               | 55                                               | 10                                               | 47                                               | 3                                                |
| 19ª                                              | Demi Schuurs                                     | 30                                               | 3.815                                            | 21                                               | 17                                               | 9                                                | 19                                               | 2                                                |
| 20ª                                              | Leylah Fernandez                                 | 21                                               | 3.690                                            | 12                                               | 76                                               | 17                                               | 83                                               | 56                                               |

#### Número 1 do mundo
| Jogadora                  | Ganhou o posto | Perdeu o posto |
| ------------------------- | -------------- | -------------- |
| Kateřina Siniaková        | antes de 2023  | 10/09/2023     |
| Coco Gauff Jessica Pegula | 11/09/2023     | 17/09/2023     |
| Kateřina Siniaková        | 18/09/2023     | 24/09/2023     |
| Elise Mertens             | 25/09/2023     | 22/10/2023     |
| Coco Gauff Jessica Pegula | 23/10/2023     | 05/11/2023     |
| Storm Hunter              | 06/11/2023     | depois de 2023 |

## Distribuição de pontos
A distribuição de pontos para a temporada de 2023 foi definida:
| Categoria              | T          | F                                           | SF                                          | QF                                                  | R16                                                 | R32                                                 | R64                                                 | R128                                                | Q                                                   | Q3                                                  | Q2                                                  | Q1                                                  |
| ---------------------- | ---------- | ------------------------------------------- | ------------------------------------------- | --------------------------------------------------- | --------------------------------------------------- | --------------------------------------------------- | --------------------------------------------------- | --------------------------------------------------- | --------------------------------------------------- | --------------------------------------------------- | --------------------------------------------------- | --------------------------------------------------- |
| Grand Slam (S)         | 2000       | 1300                                        | 780                                         | 430                                                 | 240                                                 | 130                                                 | 70                                                  | 10                                                  | 40                                                  | 30                                                  | 20                                                  | 2                                                   |
| Grand Slam (D)         | 2000       | 1300                                        | 780                                         | 430                                                 | 240                                                 | 130                                                 | 10                                                  | –                                                   | –                                                   | –                                                   | –                                                   | –                                                   |
| WTA Finals (S/D)†      | 750+FG     | 330+FG                                      | FG                                          | Fase de grupos (FG): 125 por vitória + 125 por jogo | Fase de grupos (FG): 125 por vitória + 125 por jogo | Fase de grupos (FG): 125 por vitória + 125 por jogo | Fase de grupos (FG): 125 por vitória + 125 por jogo | Fase de grupos (FG): 125 por vitória + 125 por jogo | Fase de grupos (FG): 125 por vitória + 125 por jogo | Fase de grupos (FG): 125 por vitória + 125 por jogo | Fase de grupos (FG): 125 por vitória + 125 por jogo | Fase de grupos (FG): 125 por vitória + 125 por jogo |
| WTA Elite Trophy (S)‡  | 460+FG     | 200+FG                                      | FG                                          | Fase de grupos (FG): 80 por vitória + 40 por jogo   | Fase de grupos (FG): 80 por vitória + 40 por jogo   | Fase de grupos (FG): 80 por vitória + 40 por jogo   | Fase de grupos (FG): 80 por vitória + 40 por jogo   | Fase de grupos (FG): 80 por vitória + 40 por jogo   | Fase de grupos (FG): 80 por vitória + 40 por jogo   | Fase de grupos (FG): 80 por vitória + 40 por jogo   | Fase de grupos (FG): 80 por vitória + 40 por jogo   | Fase de grupos (FG): 80 por vitória + 40 por jogo   |
| WTA 1000 (96S, 48Q)    | 1000       | 650                                         | 390                                         | 215                                                 | 120                                                 | 65                                                  | 35                                                  | 10                                                  | 30                                                  | –                                                   | 20                                                  | 2                                                   |
| WTA 1000 (64/60S, 32Q) | 1000       | 650                                         | 390                                         | 215                                                 | 120                                                 | 65                                                  | 10                                                  | –                                                   | 30                                                  | –                                                   | 20                                                  | 2                                                   |
| WTA 1000 (28/32D)      | 1000       | 650                                         | 390                                         | 215                                                 | 120                                                 | 10                                                  | –                                                   | –                                                   | –                                                   | –                                                   | –                                                   | –                                                   |
| WTA 1000 (56S, 64Q)    | 900        | 585                                         | 350                                         | 190                                                 | 105                                                 | 60                                                  | 1                                                   | –                                                   | 30                                                  | 22                                                  | 15                                                  | 1                                                   |
| WTA 1000 (56S, 48/32Q) | 900        | 585                                         | 350                                         | 190                                                 | 105                                                 | 60                                                  | 1                                                   | –                                                   | 30                                                  | –                                                   | 20                                                  | 1                                                   |
| WTA 1000 (28D)         | 900        | 585                                         | 350                                         | 190                                                 | 105                                                 | 1                                                   | –                                                   | –                                                   | –                                                   | –                                                   | –                                                   | –                                                   |
| WTA 1000 (16D)         | 900        | 585                                         | 350                                         | 190                                                 | 1                                                   | –                                                   | –                                                   | –                                                   | –                                                   | –                                                   | –                                                   | –                                                   |
| WTA 500 (56S)          | 470        | 305                                         | 185                                         | 100                                                 | 55                                                  | 30                                                  | 1                                                   | –                                                   | 25                                                  | –                                                   | 13                                                  | 1                                                   |
| WTA 500 (32S)          | 470        | 305                                         | 185                                         | 100                                                 | 55                                                  | 1                                                   | –                                                   | –                                                   | 25                                                  | 18                                                  | 13                                                  | 1                                                   |
| WTA 500 (16D)          | 470        | 305                                         | 185                                         | 100                                                 | 1                                                   | –                                                   | –                                                   | –                                                   | –                                                   | –                                                   | –                                                   | –                                                   |
| WTA 250 (32S, 32Q)     | 280        | 180                                         | 110                                         | 60                                                  | 30                                                  | 1                                                   | –                                                   | –                                                   | 18                                                  | 14                                                  | 10                                                  | 1                                                   |
| WTA 250 (32S, 16Q)     | 280        | 180                                         | 110                                         | 60                                                  | 30                                                  | 1                                                   | –                                                   | –                                                   | 18                                                  | –                                                   | 12                                                  | 1                                                   |
| WTA 250 (16D)          | 280        | 180                                         | 110                                         | 60                                                  | 1                                                   | –                                                   | –                                                   | –                                                   | –                                                   | –                                                   | –                                                   | –                                                   |
| United Cup             | 500 (máx.) | Para mais detalhes, veja United Cup de 2023 | Para mais detalhes, veja United Cup de 2023 | Para mais detalhes, veja United Cup de 2023         | Para mais detalhes, veja United Cup de 2023         | Para mais detalhes, veja United Cup de 2023         | Para mais detalhes, veja United Cup de 2023         | Para mais detalhes, veja United Cup de 2023         | Para mais detalhes, veja United Cup de 2023         | Para mais detalhes, veja United Cup de 2023         | Para mais detalhes, veja United Cup de 2023         | Para mais detalhes, veja United Cup de 2023         |

† O Media Guide, que saiu no começo do ano, possui pontuação de duplas conflitante do Finals: informa números como se a chave não tivesse fase de grupos. A informação foi corrigida para a do Match Notes, que foi publicado no mês do evento.

‡ A pontuação do Elite Trophy não saiu no Media Guide, mas consta no Match Notes do torneio.

## Aposentadorias e retornos
Notáveis tenistas (campeãs de pelo menos um torneio do circuito WTA e/ou top 100 no ranking de simples ou duplas por pelo menos uma semana) que anunciaram o fim de suas carreiras profissionais ou que, já aposentadas, retornaram ao circuito durante a temporada de 2023:

### Aposentadorias
Legenda:
- (V) vencedora; (F) finalista; (SF) semifinalista: (QF) quadrifinalista; (#R) derrotada na #ª fase da chave principal; (Q#) derrotada na #ª fase do qualificatório;

- (AO) Australian Open; (RG) Roland Garros; (WC) Wimbledon; (USO) US Open;

- (S) simples; (D) duplas; (DM) duplas mistas.

| 50ª | S | 12/05/2014 |

| 3R | WC | 2012 2016 | S |

| 30ª | S | 10/10/2016 |
| 77ª | D | 24/05/2021 |

| 1 | S |
| 2 | D |

| 4R | WC | 2016 | S |

| 63ª | S | 23/05/2016 |
| 70ª | D | 10/06/2013 |

| 1 | S |

| 3R | RG  | 2015 | S |
| 3R | USO | 2011 | S |

| 13ª | S | 05/08/2013 |
| 23ª | D | 01/07/2019 |

| 1 | S |
| 7 | D |

| F | USO | 2022 | DM |

| 2ª  | S | 06/06/2022 |
| 95ª | D | 02/03/2020 |

| 6 | S |

| QF | AO | 2020 | S |

| 27ª | S | 27/08/2007 |
| 1ª  | D | 13/04/2015 |

| 1  | S  |
| 43 | D  |
| 3  | DM |

| V | AO  | 2016 | D  |
| V | AO  | 2009 | DM |
| V | RG  | 2012 | DM |
| V | WC  | 2015 | D  |
| V | USO | 2015 | D  |
| V | USO | 2014 | DM |

| 40ª | S | 03/10/2011 |
| 65ª | D | 09/02/2009 |

| 3R | AO | 2011 2013 | S |
| 3R | AO | 2012      | D |
| 3R | WC | 2011      | D |

| 62ª | S | 16/08/2010 |
| 15ª | D | 08/09/2014 |

| 11 | D |

| F | WC | 2003 | DM |

| 4ª | S | 21/02/2011 |
| 1ª | D | 06/02/2006 |

| 9  | S  |
| 28 | D  |
| 3  | DM |

| V | AO  | 2019      | D  |
| V | AO  | 2005      | DM |
| V | RG  | 2006      | D  |
| V | WC  | 2008 2014 | DM |
| V | USO | 2011      | S  |
| V | USO | 2005 2021 | D  |

| 16ª | S | 16/01/2017 |
| 1ª  | D | 15/07/2019 |

| 2  | S |
| 32 | D |

| V | WC | 2019 2023 | D |

| 9ª  | S | 15/01/2018 |
| 14ª | D | 29/10/2018 |

| 2 | S |
| 4 | D |

| V | USO | 2018 | D |

| 62ª | S | 23/05/2022 |
| 86ª | D | 16/06/2014 |

| 1 | S |

| QF | RG | 2022 | D |

### Retornos
Legenda:
- (V) vencedora; (F) finalista; (SF) semifinalista: (QF) quadrifinalista; (#R) derrotada na #ª fase da chave principal; (Q#) derrotada na #ª fase do qualificatório;

- (AO) Australian Open; (RG) Roland Garros; (WC) Wimbledon; (USO) US Open;

- (S) simples; (D) duplas; (DM) duplas mistas.

| 5ª  | S | 10/09/2007 |
| 53ª | D | 06/08/2007 |

| 8 | S |

| SF | USO | 2007 | S |

| 19ª | S | 01/10/2012 |
| 40ª | D | 17/06/2013 |

| SF | AO | 2013 | DM |

| 5ª | S | 14/09/2015 |
| 1ª | D | 21/08/2017 |

| 7  | S |
| 15 | D |

| 1R | AO  | 2015 2017 | D |
| 2R | RG  | 2015 2017 | D |
| 4R | USO | 2016      | D |

| 11ª | S | 15/10/2018 |
| 56ª | D | 17/12/2018 |

| 4 | S |

| SF | USO | 2018 | S |

| 16ª | S | 16/01/2017 |
| 1ª  | D | 15/07/2019 |

| 2  | S |
| 31 | D |

| V | WC | 2019 | D |

| 1ª  | S | 11/10/2010 |
| 52ª | D | 14/09/2009 |

| 30 | S |
| 2  | D |

| V | AO | 2018 | S |

## Prêmios
Os vencedores do WTA Awards de 2023 foram anunciados em dezembro.
- Jogadora do ano:  Iga Świątek;
- Dupla do ano:  Storm Hunter /  Elise Mertens;
- Jogadora que mais evoluiu:  Zheng Qinwen;
- Revelação do ano:  Mirra Andreeva;
- Retorno do ano:  Elina Svitolina;
- Treinador do ano:  Tomasz Wiktorowski ( Iga Świątek).

- Peachy Kellmeyer Player Service:  Ons Jabeur;
- Esportividade Karen Krantzcke:  Ons Jabeur;
- Jerry Diamond Aces:  Jessica Pegula.

Torneios do ano:
- WTA 1000:  Indian Wells;
- WTA 500:  Charleston;
- WTA 250: Cluj-Napoca.